# 亞馬遜小頦脂鯉
亞馬遜小頦脂鯉，為輻鰭魚綱脂鯉目脂鯉亞目脂鯉科的其中一個種，分布於南美洲亞馬遜河流域，體長可達7.1公分，棲息在底中層水域，生活習性不明。